# 1679 год
1679 (ты́сяча шестьсо́т се́мьдесят девя́тый) год  по григорианскому календарю — невисокосный год, начинающийся в воскресенье. Это 1679 год нашей эры, 9‑й год 8‑го десятилетия XVII века 2‑го тысячелетия, 10‑й год 1670‑х годов. Он закончился 346 лет назад.
| Пн | Вт | Ср | Чт | Пт | Сб | Вс |
|    |    |    |    |    |    | 1  |
| 2  | 3  | 4  | 5  | 6  | 7  | 8  |
| 9  | 10 | 11 | 12 | 13 | 14 | 15 |
| 16 | 17 | 18 | 19 | 20 | 21 | 22 |
| 23 | 24 | 25 | 26 | 27 | 28 | 29 |
| 30 | 31 |    |    |    |    |    |

| Пн | Вт | Ср | Чт | Пт | Сб | Вс |
|    |    | 1  | 2  | 3  | 4  | 5  |
| 6  | 7  | 8  | 9  | 10 | 11 | 12 |
| 13 | 14 | 15 | 16 | 17 | 18 | 19 |
| 20 | 21 | 22 | 23 | 24 | 25 | 26 |
| 27 | 28 |    |    |    |    |    |

| Пн | Вт | Ср | Чт | Пт | Сб | Вс |
|    |    | 1  | 2  | 3  | 4  | 5  |
| 6  | 7  | 8  | 9  | 10 | 11 | 12 |
| 13 | 14 | 15 | 16 | 17 | 18 | 19 |
| 20 | 21 | 22 | 23 | 24 | 25 | 26 |
| 27 | 28 | 29 | 30 | 31 |    |    |

| Пн | Вт | Ср | Чт | Пт | Сб | Вс |
|    |    |    |    |    | 1  | 2  |
| 3  | 4  | 5  | 6  | 7  | 8  | 9  |
| 10 | 11 | 12 | 13 | 14 | 15 | 16 |
| 17 | 18 | 19 | 20 | 21 | 22 | 23 |
| 24 | 25 | 26 | 27 | 28 | 29 | 30 |

| Пн | Вт | Ср | Чт | Пт | Сб | Вс |
| 1  | 2  | 3  | 4  | 5  | 6  | 7  |
| 8  | 9  | 10 | 11 | 12 | 13 | 14 |
| 15 | 16 | 17 | 18 | 19 | 20 | 21 |
| 22 | 23 | 24 | 25 | 26 | 27 | 28 |
| 29 | 30 | 31 |    |    |    |    |

| Пн | Вт | Ср | Чт | Пт | Сб | Вс |
|    |    |    | 1  | 2  | 3  | 4  |
| 5  | 6  | 7  | 8  | 9  | 10 | 11 |
| 12 | 13 | 14 | 15 | 16 | 17 | 18 |
| 19 | 20 | 21 | 22 | 23 | 24 | 25 |
| 26 | 27 | 28 | 29 | 30 |    |    |

| Пн | Вт | Ср | Чт | Пт | Сб | Вс |
|    |    |    |    |    | 1  | 2  |
| 3  | 4  | 5  | 6  | 7  | 8  | 9  |
| 10 | 11 | 12 | 13 | 14 | 15 | 16 |
| 17 | 18 | 19 | 20 | 21 | 22 | 23 |
| 24 | 25 | 26 | 27 | 28 | 29 | 30 |
| 31 |    |    |    |    |    |    |

| Пн | Вт | Ср | Чт | Пт | Сб | Вс |
|    | 1  | 2  | 3  | 4  | 5  | 6  |
| 7  | 8  | 9  | 10 | 11 | 12 | 13 |
| 14 | 15 | 16 | 17 | 18 | 19 | 20 |
| 21 | 22 | 23 | 24 | 25 | 26 | 27 |
| 28 | 29 | 30 | 31 |    |    |    |

| Пн | Вт | Ср | Чт | Пт | Сб | Вс |
|    |    |    |    | 1  | 2  | 3  |
| 4  | 5  | 6  | 7  | 8  | 9  | 10 |
| 11 | 12 | 13 | 14 | 15 | 16 | 17 |
| 18 | 19 | 20 | 21 | 22 | 23 | 24 |
| 25 | 26 | 27 | 28 | 29 | 30 |    |

| Пн | Вт | Ср | Чт | Пт | Сб | Вс |
|    |    |    |    |    |    | 1  |
| 2  | 3  | 4  | 5  | 6  | 7  | 8  |
| 9  | 10 | 11 | 12 | 13 | 14 | 15 |
| 16 | 17 | 18 | 19 | 20 | 21 | 22 |
| 23 | 24 | 25 | 26 | 27 | 28 | 29 |
| 30 | 31 |    |    |    |    |    |

| Пн | Вт | Ср | Чт | Пт | Сб | Вс |
|    |    | 1  | 2  | 3  | 4  | 5  |
| 6  | 7  | 8  | 9  | 10 | 11 | 12 |
| 13 | 14 | 15 | 16 | 17 | 18 | 19 |
| 20 | 21 | 22 | 23 | 24 | 25 | 26 |
| 27 | 28 | 29 | 30 |    |    |    |

| Пн | Вт | Ср | Чт | Пт | Сб | Вс |
|    |    |    |    | 1  | 2  | 3  |
| 4  | 5  | 6  | 7  | 8  | 9  | 10 |
| 11 | 12 | 13 | 14 | 15 | 16 | 17 |
| 18 | 19 | 20 | 21 | 22 | 23 | 24 |
| 25 | 26 | 27 | 28 | 29 | 30 | 31 |

## События
- 1618—1683 — маньчжурское завоевание Китая. Процесс распространения власти маньчжурской империи Цин на территорию, принадлежавшую китайской империи Мин[1].
  - 1673—1681 — война саньфань. Восстание трёх китайских вассалов Цинской империи против маньчжурского господства; на стороне восставших выступило также признававшее власть империи Мин государство семьи Чжэн. После подавления восстания маньчжуры установили свою власть над всем материковым Китаем[2].
- 1675—1679 — окончена Датско—шведская война[3].
  - 1675—1679 — восстание <<вольных стрелков>>. Вооружённое восстание против шведского владычества в областях Сконе, Блекинге и Халланд[4].
  - Декабрь 1678—январь 1679 — Великий ледяной манёвр[5].
  - Лундский мирный договор Швеции с Данией. Сохранение статус-кво.
- 1679—1680 — началось крестьянские восстания в Чехии, начавшееся во Фридлантском панстве (С Чехия).
- 1679—1681 — началась Политика присоединений во Франции. Масштабная кампания аннексий пограничных территорий, осуществлённая правительством Людовика XIV[6].
  - 1679—1680 — присоединение к Бранденбургу небольших территорий в Померании, Магдебурга, Халле.
- 13 марта — в Священной Римской империи издан Tractatus de juribus incorporabilis, кодифицировавший и расширивший права дворянских сословий Нижней Австрии в отношении зависимого крестьянства[7].
- Мир Франции со Священной Римской империей.
- Бреве (послание) папы Иннокентия, выражавшее непримиримость в вопросе о «регалиях». Папа осудил 65 тезисов иезуитов, в том числе принцип мысленной оговорки.
- Аурангзеб ввёл для индийцев не мусульман подушную подать (джизья).
- Восстание раджпутских раджей против Аурангзеба.
- Великая эпидемия чумы в Вене. Вспышка чумы в имперской столице австрийских Габсбургов — Вене[8].

### Англия
- Май — Английский парламент принял «Habeas Corpus Act», по которому для ареста человека стало требоваться решение суда. Парламент вскоре распущен.
- Обострение политической борьбы в Англии. Оппозиция требовала лишить наследных прав герцога Йоркского и разорвать союз с Францией. Карл распустил парламент. На выборах оппозиция (виги (шотл. «возчики»)) одержала победу над сторонниками короля (тори (ирл. «воры»)).

## Русское государство
Царствование: 1676—1682 — Фёдор Алексеевич
- В связи с конфликтом между представителями рода Милославских и царём Фёдором Алексеевичем в связи с выбором царской невесты, род утратил свои позиции при Государевом дворе[9].
- 1676—1681 — Русско—турецкая война[10]. 
  - 1679—1681 — строительство Изюмской засечной черты[11].
  - Зима — крымско-татарский набег на Русь, одним их организаторов его был Ю.Б. Хмельницкий[12].
  - 1679—1680 — русско—казацкое войско Г.Г. Ромодановского и И.С. Самойловича, опираясь на вновь построенную Изюмскую засечную черту, отразило набеги крымских татар[10].
  - Конец года — в Бахчисарае начались переговоры между Османской империей, Крымским ханством и Русским государством о заключении мирного договора (Бахчисарайский мир заключён в 1681 году)[13].
  - Украинцев Емельян Игнатьевич проводит переговоры с гетманом И.С. Самойловичем о перспективах участия казаков Запорожского войска в военных действиях против Османской империи[14].
- Гетман И.С. Самойлович организовал "великий сгон" — массовое переселение жителей Правобережной Украины на Левобережную и Слободскую Украину. Была переселена значительная часть населения (ок. 20 тыс. семей казаков) и сожжена большая часть местечек и сёл Правобережной Украины, которая после этого перестала сосуществовать, как административно-политическое образование (до 1684), сохранив при этом пять полков[15][16].
- 1679—1682 — начало военной реформы. Ввели строгий учёт служилых людей и учредили порядок их распределения по полкам в соответствии с разрядом (территориальные районы). С этого года формирование Полков иноземного строя стало осуществляться путём набора даточных и "охочих" людей[17].
- 1679—1680 — по царскому указу на Красной площади  начата расчистка от торговых лотков и "шалашей", снесли деревянные церкви "на крови" вдоль Алевизова рва, их престолы перенесены в Покровский собор. Начались работы по ремонту кремлёвских стен и продолжалась надстройка башен (кроме Никольской, надстроенной лишь в 1809-1811 годах)[18].
- Указами царя и приговорами Боярской думы от 2 (12) и 5 (15) сентября введена система прямого налогообложения в России — Подворное обложение[19].
- Ордин-Нащокин Афанасий Лаврентьевич, по указу царя, проводит в Москве русско-польские переговоры, в связи с истечением скорого срока действия Андрусовского перемирия 1667 года[20].
- Землепроходец Гавриил Фролов положил начало открытию хребтов Турана и Буреинского[21].
- Пожалованы окольничеством: Бутурлин Борис Васильевич, Волынский Иван Фёдорович, Коданов Иван Михайлович, Львов Михаил Иванович, Щербатый Константин Осипович[22].
- Пожалованы боярством: Ромодановский Фёдор Григорьевич, Бутурлин Иван Васильевич, Ромодановский Михаил Григорьевич, Одоевский Василий Фёдорович[22].
- Местничество:
  - Судейкин Клим и Истомин Полуэкт (оба дьяки)[23].
  - Батюшков Тимофей Фёдорович и Мартаков Никифор Кириллович[23].
  - Жировой-Засекин Михаил Фёдорович против Велико-Гагин Юрий Данилович, Велико-Гагин Иван Данилович[23].
  - Голицын Михаил Алексеевич и сибирский царевич Григорий Алексеевич[23].
  - Протопопов Григорий, Бурнашов Михаил против Горяинов Иван (1679-1680)[23].
  - 2 ноября — царский указ "О не наблюдении расчётов местничества по нарядам в крестные ходы" (именной с патриаршим и боярским приговором)[24].
  - 2 ноября — царский указ объявленный разным чинам на Постельничем крыльце: "Не считаться отечеством и не ставить никому в укоризну и оскорбление назначения в крестные ходы для сопровождения святых икон под опасением за неповиновение, строжайшего наказания от Государя"[24].

### Города и поселения
- Тара сильно пострадала от пожара[25].
- По воеводской наказной памяти крестьянином Тимофеем Анисимовым (Невежиным) основана слобода Царёво городище (сов. г. Курган)[26].

### Руководители приказов
| Года      | Приказ                   | Ф,И,О главы                  | Примечания                  |
| --------- | ------------------------ | ---------------------------- | --------------------------- |
| 1654—1680 | Оружейная палата         | Хитрово Богдан Матвеевич     |                             |
| 1664—1680 | Большого дворца          | Хитрово Богдан Матвеевич     |                             |
| 1664—1680 | Судный дворцовый приказ  | Хитрово Богдан Матвеевич     | Не путать с Судным приказом |
| 1671—1680 | Костромская четверть     | Хитрово Богдан Матвеевич     |                             |
| 1678-1679 | Московский судный приказ | Троекуров Иван Борисович     |                             |
| 1676-1680 | Большого прихода         | Милославский Иван Михайлович | Боярин                      |
| 1676-1682 | Большой казны            | Милославский Иван Михайлович | Боярин                      |
| 1677-1680 | Иноземский приказ        | Милославский Иван Михайлович | Боярин                      |
| 1677-1680 | Рейтарский приказ        | Милославский Иван Михайлович | Боярин                      |
| 1677-1680 | Владимирская четверть    | Милославский Иван Михайлович | Боярин                      |
| 1677-1680 | Галицкая четверть        | Милославский Иван Михайлович | Боярин                      |
| 1677-1680 | Новгородская четверть    | Милославский Иван Михайлович | Боярин                      |
| 1677-1680 | Новая четверть           | Милославский Иван Михайлович | Боярин                      |
| 1677-1680 | Пушкарский приказ        | Милославский Иван Михайлович | Боярин                      |
| 1679-1681 | Казённый приказ          | Милославский Иван Михайлович | Боярин                      |
| 1676-1680 | Сыскной приказ           | Долгоруков Юрий Алексеевич   |                             |
| 1676-1680 | Хлебный приказ           | Долгоруков Юрий Алексеевич   |                             |
| 1676-1680 | Устюжская четверть       | Долгоруков Юрий Алексеевич   |                             |
| 1676-1682 | Стрелецкий приказ        | Долгоруков Юрий Алексеевич   |                             |
| 1672-1680 | Казанского дворца        | Долгоруков Михаил Юрьевич    |                             |
| 1676-1689 | Аптекарский приказ       | Одоевский Никита Иванович    | Боярин                      |

#### Воеводы[33]
| Года      | Город           | Ф,И,О воеводы              | Примечания              |
| --------- | --------------- | -------------------------- | ----------------------- |
| 1679-1682 | Арзамас         | Ловчиков Степан Богданович | В другом акте Иван      |
| 1679      | Астрахань       | Пушкин Матвей Степанович   | Окольничий              |
| 1676-1681 | Берёзов         | Гагарин Василий Михайлович | Стольник                |
| 1671-1684 | Братский острог | Перфирьев Иван             | Енисейский сын боярский |

## Начало правления
См. также: Список глав государств в 1679 году

## Родились
См. также: Категория:Родившиеся в 1679 году
- 24 сентября — Эухенио Херардо Лобо, испанский поэт и драматург.

## Скончались
См. также: Категория:Умершие в 1679 году
- 4 декабря — Томас Гоббс, английский философ и литератор.
- 13 декабря — Абу Салим аль-Айяши, марроканский путешественник.
- Антонио Мария Аббатини — итальянский композитор.